# Противопаркинсонические средства

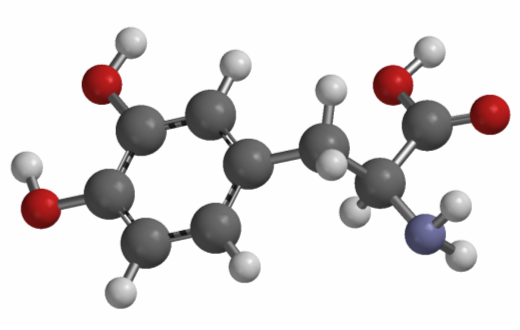
3D-модель леводопы

Противопаркинсонические средства — это медикаменты, применяющиеся для лечения паркинсонизма и болезни Паркинсона.

## Схема действия
Основное действие этих препаратов направлено на увеличение уровня дофамина в центральной нервной системе. Дофамин наряду с ацетилхолином, серотонином и норадреналином является важнейшим нейромедиатором. Его основное действие проявляется в стриатуме на преимущественно постсинаптически расположенные D1- и D2-рецепторы. Повторный захват дофамина в пресинаптические окончания и его инактивация идет путём транспортеров дофамина. В дальнейшем дофамин разрушается под воздействием ферментов моноаминоксидазы типа Б (МАО-Б) и катехол-О-метилтрансферазы (КОМТ). Недостаток дофамина приводит к переизбытку ацетилхолина и к недостаточности серотонина и норадреналина, следствием чего является нарушение координированных движений или возникновение непреднамеренных, непроизвольных движений. Повысить уровень дофамина можно несколькими способами: дополнительной подачей в головной мозг дофамина или веществ, действующих как дофамин (агонисты дофамина); блокадой ферментов, активирующих разрушение дофамина (COMT-, MAO-B-, NMDA-блокаторы), снижением повышенного уровня ацетилхолина (антихолинэргики).

## История
Первые описания симптомов паркинсонизма относятся к древности: случаи заболевания описываются в древних египетских папирусах, Библии, Аюрведе и других источниках. С древних времен было замечено положительное влияние на симптомы препаратов белладонны, обусловленное антихоленэргитическим действием её алкалоидов. Первое описание симптомов паркинсонизма, как признаков одного заболевания было сделано британским врачом, аптекарем и палеонтологом Джеймсом Паркинсоном в 1817 году: в его «Эссе о дрожательном параличе» он описал на примере шести пациентов основные симптомы заболевания: тремор и ригидность. Акинезию он описал как парез. Точное описание акинезии было сделано впервые В.Гумбольтом, который в письмах к Шарлотте Диде приблизительно в 1830 годах описал «необычную неспособность» его правой руки и подробно дал характеристику гипокинезии при движениях, требующих точности при сохраненной силе в конечности. Жан Мартен Шарко впервые отнес акинезию к основным симптомам болезни Паркинсона наряду с тремором и ригором, и описал различия между тремором покоя и интенционным тремором. Он же предложил назвать заболевание именем Паркинсона. В начале двадцатого века в деталях были описаны многочисленные неосновные симптомы заболевания, в особенности вегетативные его проявления. Нейропатологические исследования начались с работы Ф.Леви, который в 1912 описал названные его именем тельца, являющиеся основным нейропатологическим критерием заболевания, и с работы Третьякова в 1919 году, описавшего дегенерацию клеток чёрной субстанции. Во второй половине двадцатого века Карлсон с сотрудниками определили возникновение акинезии при вызванной резерпином снижении уровня дофамина в ЦНС у кроликов. В 1960 году Эрингом и Хорникевичем был обнаружен сниженный уровень дофамина в мозге у пациентов с болезнью Паркинсона. С этого момента началась эра успешного симптоматического лечения заболевания вначале леводопой, а затем и другими многочисленными медикаментами. С открытием пониженного уровня дофамина впервые удалось научно обоснованное лечение одного из нейродегенеративных заболеваний. Эти достижения значительно увеличили продолжительность и качество жизни пациентов с болезнью Паркинсона. В 1989 году впервые была опробована трансплантация фетальных нервных клеток. После стереотактических попыток иссечения в 1960—70 годах (Гасслер и Рихерт) впервые глубокая стимуляция мозга была применена для симптоматического лечения болезни Паркинсона в 1989 году.
Таким образом, пока известно только симптоматическое лечение болезни Паркинсона, направленное на повышение уровня дофамина.

## Классификация
В рамках медикаментозного лечения паркинсонизма и болезни Паркинсона применяются следующие препараты:
1. Леводопа в комбинации с блокатором ароматической L-аминокислоты-декарбоксилазы (AADC)
2. Агонисты дофамина
3. Блокаторы ферментов, участвующих в разрушении дофамина
4. Препараты, действующие на симптомы заболевания не через дофаминовые механизмы: амантадин и антихолинергические препараты.
Леводопа
Леводопа является прямым предшественником дофамина. После попадания в кровь из кишечника она транспортируется в центральную нервную систему. При транспортировке леводопа конкурирует с другими нейтральными аминокислотами. В стриатальной системе головного мозга леводопа воспринимается оставшимися негростриатальными дофаминэргитическими нервными окончаниями и при содействии декарбоксилазы превращается в дофамин. Образующийся таким образом дофамин дополняет ещё продуцирующийся организмом дофамин и по своим свойствам не отличается от эндогенного. Леводопа, однако, повышает уровень дофамина в областях, не страдающих от его недостатка — таких, например, как мозжечок. В этих областях нет дофаминэргических окончаний. Возможное место декарбоксилизации этого дофамина — недофаминэргические окончания и клетки глии. Дофамин, образующийся таким путём, сначала откладывается с последующим распадом и инактивацией. Дозы леводопы, необходимые для лечения симптомов болезни Паркинсона, ведут к выраженным периферическим действиям — тошноте и повышению давления. Поэтому леводопа дается исключительно в комбинации с периферическим блокатором декарбоксилазы (бенсеразид или карбидопа).
На рынке существуют следующие препараты леводопы:
- леводопа/бенсеразид: препарат зарегистрирован под торговым названием «Мадопар».
- леводопа/карбидопа: препарат зарегистрирован под торговыми названиями «Наком», «Веро-Левокарбидопа», «Синдопа», «Синемет», «Тидомет форте», «Тремонорм».

Стандартные препараты выпускаются в форме капсул или таблеток. Биологическая доступность составляет 90—100 %. Максимальная концентрация в плазме достигается через 30—60 мин. Быстродействующая форма леводопы представлена на рынке диспергируемыми (растворяемыми) таблетками («Мадопар диспергируемые таблетки») — максимальная концентрация препарата в плазме по данным производителя достигается в течение 25 минут. Эта форма предпочтительна у пациентов, у которых наступление действия стандартных препаратов наступает замедленно или у пациентов с затруднениями глотания.
Агонисты дофамина
(синонимы: дофаминомиметики, дофаминергические препараты). Агонисты дофамина стимулируют напрямую пре- и постсинаптические дофаминовые рецепторы. Они не превращаются в активные формы дофамина, как леводопа. Все агонисты дофамина осуществляют своё действие через стимуляцию D2- и D3-рецепторов, препараты различаются однако друг от друга по их действию и на другие дофаминовые рецепторы, длительности действия и по побочным действиям. Агонисты дофамина являются значимой частью терапии паркинсонизма. Исследования показали, что если лечение паркинсонизма начать с применения агонистов дофамина или их комбинации с препаратами леводопы, возникновение дискинезий и других моторных осложнений возникает несколько позже. Предметом дискуссий является также возможное протективное действие агонистов дофамина на продуцирующие дофамин нервные клетки. С другой стороны, из-за одновременного связывания также и периферических дофаминовых рецепторов, агонисты дофамина могут вызывать более сильные побочные действия по сравнению с леводопой, а именно: ортостатическую дисциркуляцию и тошноту, реже — отек ног, обусловленные дофамином психозы, нарушения контроля импульсов, утомляемость.
На рынок допущены 10 агонистов дофамина (5 эрголиновые и 5 неэрголиновые производные). Неэрголиновые препараты являются медикаментами первого выбора, это препараты для орального применения пирибедил, прамипексол, и ропинирол, трансдермальный пластырь ротиготин и применяемый парентерально апоморфин. Эрголиновые производные из-за их побочных действий (повышенный риск возникновения плевропульмональных, ретроперитонеальных и кардиальных фиброзов) являются препаратами второго выбора. К ним относятся бромокриптин, каберголин, альфа-дигидроэргокриптин, лизурид и перголид.
Блокаторы ферментов, участвующих в разрушении дофамина
Препараты этой группы блокируют ферменты, катализирующие метаболизм дофамина, повышая этим самым его уровень. К ним относятся:
ингибиторы катехол-О-метилтрансферазы (КОМТ) и ингибиторы моноаминоксидазы типа Б (МАО-Б).
Ингибиторы катехол-О-метилтрансферазы (КОМТ)В: этой группе на рынке известны 2 препарата: энтакапон и толкапон. Возможно их применение в комбинации в леводопой. С конца 2003 на рынок выпущен комбинированный препарат, содержащий леводопу, карбидопу и энтакапон, упрощающий прием пациентом его медикаментов; торговое название препарата «Сталево».
Ингибиторы моноаминоксидазы типа Б (МАО-Б):
Препараты этой группы редуцируют церебральный оксидатный метаболизм дофамина и повышают таким образом его концентрацию в стриатальной (возможно также и в экстрастриатальной) системе. На рынке существуют два препарата с селективной ингибицией моноаминоксидазы типа Б: селегилин — препарат первого поколения; и разагилин, являющийся препаратом второго поколения, преимуществом которого является быстрое достижение максимальной концентрации в плазме в течение 1—2 часов после приема и возможность приема медикамента всего один раз в сутки.
Препараты, действующие на симптомы заболевания не через дофаминовые механизмы

К этой группе относятся амантадин и будипин.
Амантадин — его действие обусловлено неполной блокадой NMDA-рецепторов, вызывающей антихолинэргическое действие. Выпускается в форме гидрохлорида (для парентерального применения) или сульфата (для орального применения). Амантадин применяется как в моно-, так и в комбинированной терапии кардинальных симптомов паркинсонизма. Из-за возможности парентерального применения используется в терапии акинетических кризов. Серьезным побочным действием является индукция психозов и спутанного сознания, в особенности у пожилых и мультиморбидных пациентов с деменцией — что ограничивает применение препарата у пациентов этой группы. Будипин обладает схожим с амантадином механизмом действия. В небольших неконтролируемых исследованиях было показано его положительное влияние на тремор. Из-за риска развития удлинения QT-интервала необходим периодический контроль ЭКГ.
Центральные холиноблокаторы
Препараты этой группы являются самыми первыми в группе антипаркинсонических. Применяются с 1860 года, тогда — в форме настоек белладонны. На рынок были выпущены: бипериден, борнаприн, метиксен и тригексифенидил.